# Quadracythere
Quadracythere är ett släkte av kräftdjur. Quadracythere ingår i familjen Trachyleberididae.
Kladogram enligt Catalogue of Life:
| Quadracythere | \| \| Quadracythere regalia \| \| \| \| \| \| Quadracythere truncula \| \| \| \| |
|               | \| \| Quadracythere regalia \| \| \| \| \| \| Quadracythere truncula \| \| \| \| |
|               | Quadracythere regalia                                                            |
|               |                                                                                  |
|               | Quadracythere truncula                                                           |
|               |                                                                                  |